# 王豪 (正統進士)
王豪（1412年—？），字人傑，直隸鎮江府金壇縣人，匠籍。明朝政治人物。進士出身。

## 生平
應天府鄉試第四十四名。正統十三年（1448年）戊辰科會試第五十六名，殿試登進士第三甲第七十五名。

## 家族
曾祖父王辛。祖父王順之。父亲王寧。